# Anaheim Ducks

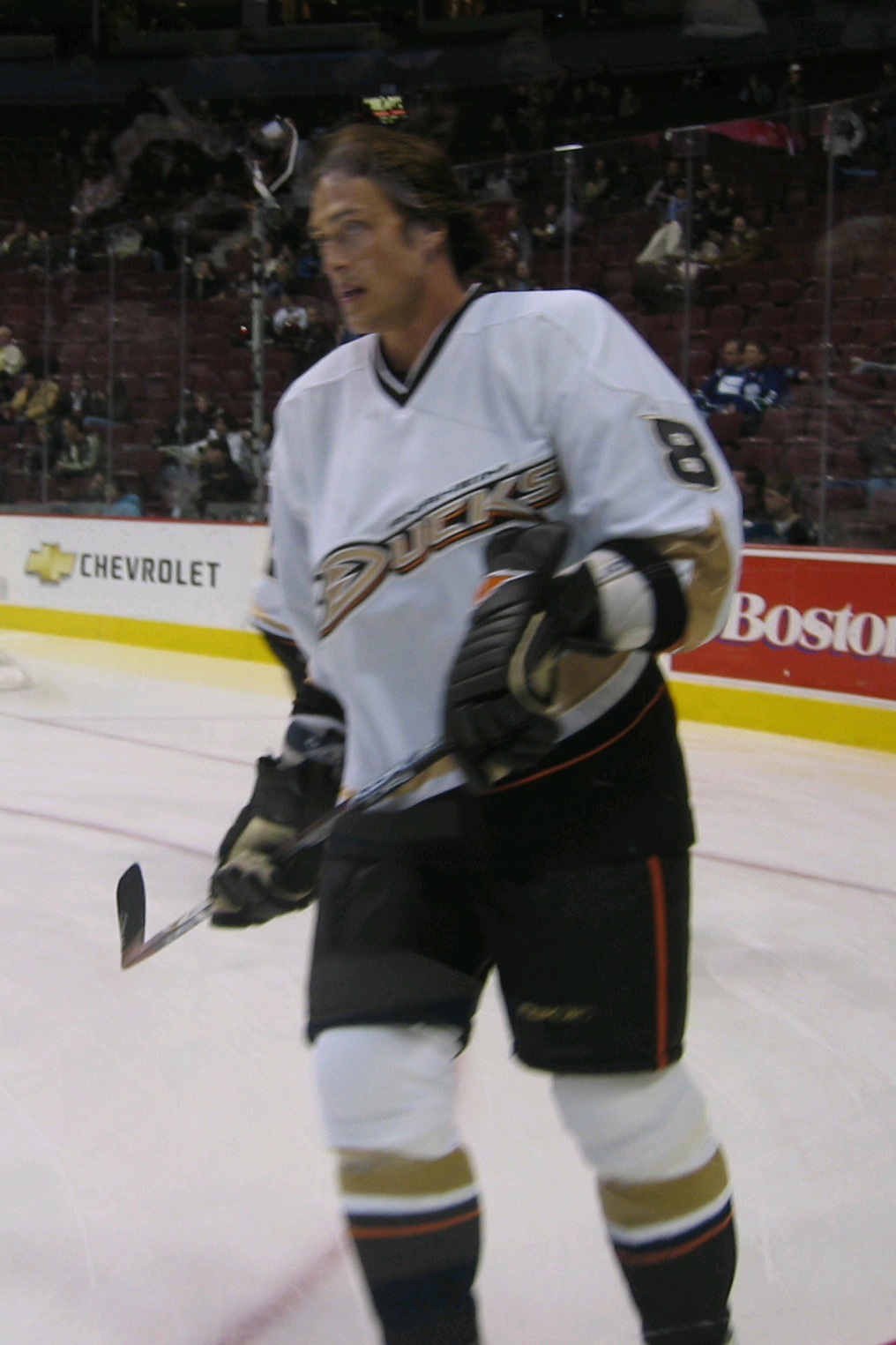
Teemu Selänne voor de Ducks

De Anaheim Ducks is een ijshockeyteam in de National Hockey League dat tot 2006 bekendstond als de Mighty Ducks of Anaheim. Het team speelt in het Honda Center (voorheen bekend als de Arrowhead Pond of Anaheim) in Anaheim, Californië en is actief als franchise in de NHL vanaf 1993. In het seizoen 2006-2007 wist het team voor het eerst de Stanley Cup te winnen.

## Geschiedenis
Samen met Florida Panthers kreeg Anaheim, Californië in 1993 toestemming om een uitbreidingsteam van de National Hockey League op te richten, genoemd de Mighty Ducks of Anaheim. Het was de enige club in de NHL dat niet begon met de stadsnaam gevolgd door de teamnaam, maar daar kwam in 2006 verandering in toen het de Anaheim Ducks ging heten. De club maakte deze naamsverandering bekend op 26 januari 2006 en nam deze naam aan op 22 juni van datzelfde jaar .
In 1993 was de eerste draftkeuze Paul Kariya die de jonge Mighty Ducks ging leiden en zou uitgroeien tot de absolute ster van het team. Hij kon er echter niet voor zorgen dat de Mighty Ducks in de eerste twee jaar de Stanley Cup play-offs haalde, waarna in 1995 Teemu Selänne gehaald werd van de Winnipeg Jets. Dat bleek een meesterzet, Kariya en Selänne konden goed met elkaar opschieten en groeiden uit tot misschien wel het gevaarlijkste duo in de gehele NHL. In het eerste gehele seizoen met beide spelers, 1996/97, werd gelijk de play-offs gehaald, waarin verloren werd in de tweede ronde. Het seizoen daarna raakte Kariya geblesseerd en de Mighty Ducks miste prompt de play-offs. De play-offs werden weer gehaald in 1998/99 maar ze werden al uitgeschakeld in de eerste ronde, waarna er een play-offloze periode kwam tot 2003. Selänne was al vertrokken, maar Kariya zorgde in zijn laatste jaar bij de Mighty Ducks voor het hoogtepunt uit de geschiedenis. De Stanley Cupfinale werd gehaald, maar verloren van de New Jersey Devils. Kariya vertrok naar de Colorado Avalanche en de Mighty Ducks haalden in 2006 pas weer de play-offs dankzij de teruggekeerde Selänne en de broertjes Rob en Scott Niedermeyer waar ze werden uitgeschakeld door de Edmonton Oilers in de Conferencefinale. De Ducks behaalden in 2007 de Stanley Cup-finale, waarin ze speelden tegen de Ottawa Senators. Met 4-1 gewonnen wedstrijden werden de Senators verslagen. De Ducks konden de Stanley Cup thuis in ontvangst nemen, nadat ze de vijfde wedstrijd wonnen met 6-2. Scott Niedermayer won de Conn Smythe Trophy voor zijn prestaties tijdens de play-offs.

### Eigenaars
De eigenaar van de franchise was de Walt Disney Company dat het team vernoemde naar de film The Mighty Ducks, een film over een ijshockeyteam in de tweelingstad. Later volgde nog een tekenfilmserie over de Mighty Ducks of Anaheim met in plaats van mensen eenden op het ijs - onder meer met Wildwing, de mascotte van de echte Mighty Ducks. Walt Disney zag de NHL in waarde zakken door de conflicten met de NHLPA, de spelersbond, en wilde van de Mighty Ducks af. In 2005 verkocht Walt Disney het team aan Broadcom, een IC-leverancier. Er kwamen flinke imagoveranderingen, zo werden Selänne en Niedermeyer gehaald en werd de naam veranderd in de Anaheim Ducks. Wel bleef de mascotte Wildwing bestaan, op nadrukkelijk verzoek van de fans. In 2006 werd ook nog Chris Pronger gehaald van de Edmonton Oilers.

## Prijzen
- 2007 - Stanley Cup (4-1 gewonnen tegen de Ottawa Senators)
- 2003 - Clarence S. Campbell Bowl

## Play-off optreden
- 2016 - eerste ronde (Nashville Predators)
- 2015 - Conference finale (Chicago Blackhawks)
- 2014 - tweede ronde (Los Angeles Kings)
- 2013 - eerste ronde (Detroit Red Wings)
- 2012 - play-offs niet gehaald
- 2011 - eerste ronde (Nashville Predators)
- 2010 - play-offs niet gehaald
- 2009 - tweede ronde (Detroit Red Wings)
- 2008 - eerste ronde (Dallas Stars)
- 2007 - winnaar (Ottawa Senators)
- 2006 - derde ronde (Edmonton Oilers)
- 2004 - play-offs niet gehaald
- 2003 - finale (New Jersey Devils)
- 2002 - play-offs niet gehaald
- 2001 - play-offs niet gehaald
- 2000 - play-offs niet gehaald
- 1999 - eerste ronde (Detroit Red Wings)
- 1998 - play-offs niet gehaald
- 1997 - tweede ronde (Detroit Red Wings)
- 1996 - play-offs niet gehaald
- 1995 - play-offs niet gehaald
- 1994 - play-offs niet gehaald

## Spelers

### Huidige selectie
Bijgewerkt tot 31 maart 2022 
| #  | Naam              | Geboorteland     | Pos. |
| -- | ----------------- | ---------------- | ---- |
| 16 | Zach Aston-Reese  | Verenigde Staten | C    |
| 39 | Sam Carrick       | Canada           | C    |
| 44 | Max Comtois       | Canada           | LW   |
| 15 | Ryan Getzlaf      | Canada           | C    |
| 38 | Derek Grant       | Canada           | C    |
| 14 | Adam Henrique     | Canada           | C    |
| 49 | Max Jones         | Verenigde Staten | LW   |
| 28 | Vinni Lettieri    | Verenigde Staten | C    |
| 21 | Isac Lundestrom   | Zweden           | C    |
| 26 | Gerry Mayhew      | Verenigde Staten | C    |
| 12 | Sonny Milano      | Verenigde Staten | LW   |
| 33 | Jakob Silfverberg | Zweden           | RW   |
| 51 | Dominik Simon     | Tsjechië         | C    |
| 23 | Sam Steel         | Canada           | C    |
| 19 | Troy Terry        | Verenigde Staten | RW   |
| 46 | Trevor Zegras     | Verenigde Staten | C    |
| 86 | Simon Benoit      | Canada           | D    |
| 34 | Jamie Drysdale    | Canada           | D    |
| 4  | Cam Fowler        | Canada           | D    |
| 76 | Josh Mahura       | Canada           | D    |
| 22 | Kevin Shattenkirk | Verenigde Staten | D    |
| 92 | Andrej Sustr      | Tsjechië         | D    |
| 5  | Urho Vaakanainen  | Finland          | D    |
| 36 | John Gibson       | Verenigde Staten | GK   |
| 41 | Anthony Stolarz   | Verenigde Staten | GK   |

### Bekende (ex-) spelers

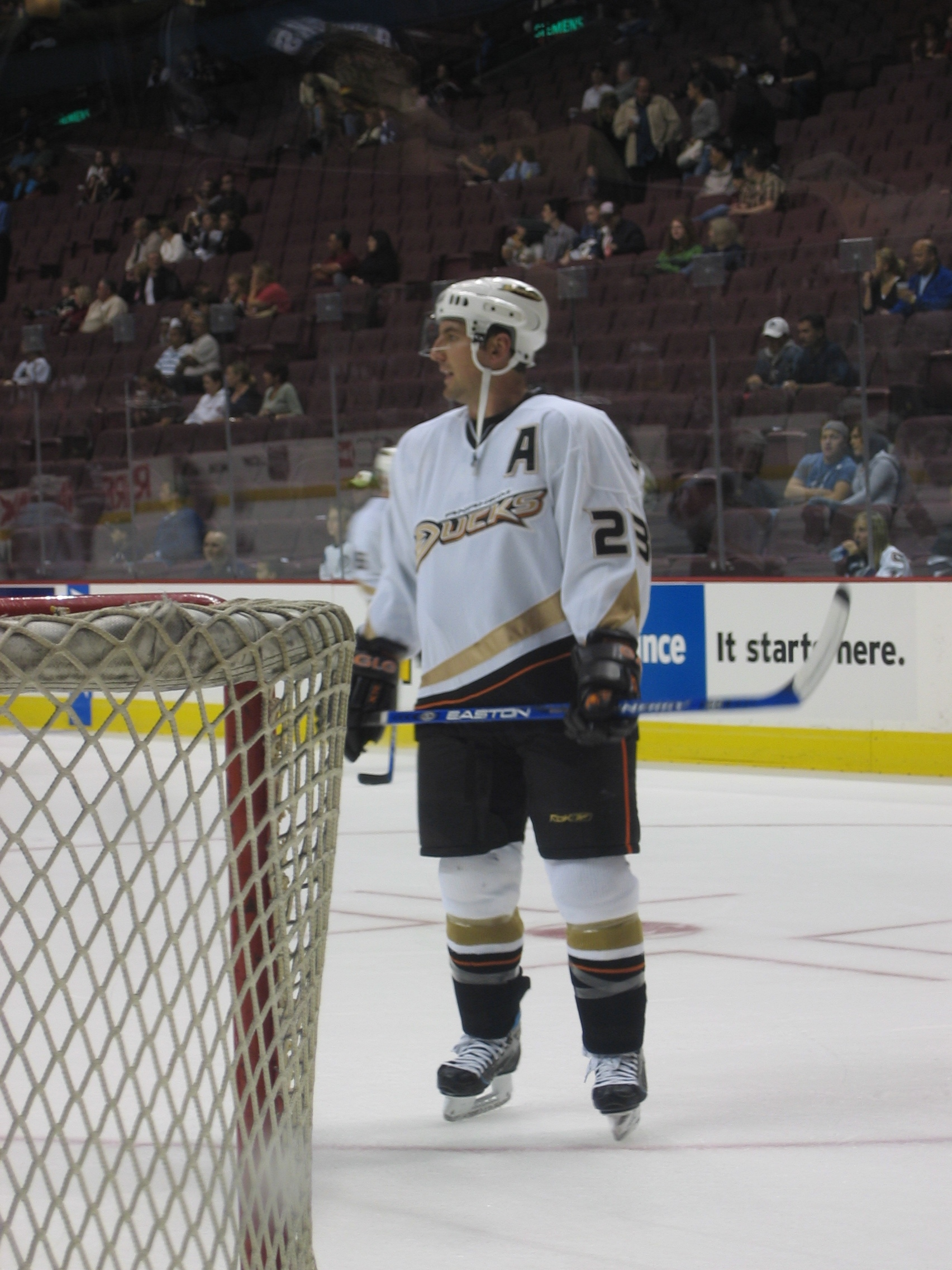
François Beauchemin

- François BeaucheminPaul Kariya
- Teemu Selänne
- Sergei Federov
- Scott Niedermeyer
- Chris Pronger
- Saku Koivu

### Teruggetrokken nummers
- 99 - Wayne Gretzky (verboden te dragen in de gehele NHL)